# Agrammia iridalis
Agrammia iridalis är en fjärilsart som beskrevs av Achille Guenée 1854. Agrammia iridalis ingår i släktet Agrammia och familjen Crambidae. Inga underarter finns listade i Catalogue of Life.